# Altstämma
Altstämma eller Alt, av latinets altus, ”hög” är dels en beteckning på en stämma i vokalmusik eller ett röstläge, dels en beteckning på instrument i en instrumentfamilj.

## Stämma och röstläge
Vid övergången från trestämmig till fyrstämmig sats inom den vokala flerstämmiga musiken på 1400-talet uppträder beteckningen ”alt” för första gången. Mellanstämman delades i ”contratenor altus” och ”contratenor bassus”. Den övre högre stämman kom alltså att benämnas ”contratenor altus”, eller ”contr’ altus”. Därför kallas den näst översta stämman i fyrstämmig sats fortfarande ”alt”. ”Contratenor altus” utfördes i äldre tider av mansröster, kastrater, låga gossröster eller instrument. Kvinnliga altar förekommer i kyrkomusik från 1700-talet och inom operan ännu tidigare.
För människorösten betecknar alt hos barn- och kvinnoröster ett röstläge som brukar anses ha mörk klang och ett normalomfång ungefär mellan tonerna g och e².

## Instrument
Alt betecknar oftast det näst högsta instrumentet i familjer med fyra instrument, till exempel sopran-, alt-, tenor- och basblockflöjt. Även sopran-, alt-, tenor- och barytonsaxofon, etc.

## Kontraalt
I Sverige används begreppet kontraalt för det djupaste kvinnliga röstläget, lägre än normalt altläge.I engelskt språkbruk däremot är contralto ofta beteckning för en kvinnlig altstämma, medan alto avser en stämma som sjungs av en gosse eller en falsetterande man.